# Trithemis brydeni
Trithemis brydeni är en trollsländeart som beskrevs av Elliot C.G. Pinhey 1970. Trithemis brydeni ingår i släktet Trithemis och familjen segeltrollsländor. IUCN kategoriserar arten globalt som nära hotad. Inga underarter finns listade i Catalogue of Life.